# Дьюирст, Джон Доусон
Джон Доусон Дьюирст (англ. John Dawson Dewhirst; 1952, Джесмонд, Ньюкасл-апон-Тайн, Великобритания — 1978, Пномпень, Камбоджа) — британский преподаватель и яхтсмен-любитель, узник печально известной «Тюрьмы безопасности 21» (S-21). Стал одним из девяти граждан западных государств (а также одним из двух британцев), погибших от рук «красных кхмеров» во время геноцида в Камбодже в 1975—1979 гг.

## Биография

### Ранние годы
Дьюирст родился в 1952 году в городе Джесмонд, что близ Ньюкасл-апон-Тайн (Великобритания). Его отец был управляющим, а мать работала в антикварном магазине. В 1963 году, когда Джону было 11, его семья переехала в Камбрию. Здесь он активно занимался спортом и много времени проводил на свежем воздухе. Почти все своё детство он провел за городом. Еще учась в гимназии Эпплби, Дьюирст полюбил поэзию и мечтал стать писателем. Окончив её на отлично, выигрывал грант на обучение в Университете Лафборо, где он получил педагогическое образование. После окончания университета, жажда приключений и мечта стать писателем в 1977 году привели его в Японию, в Токио, где он планировал преподавать английский язык.

### Похищение
В июле 1978 года гостил у друзей в восточной Малайзии в городе Куала-Тренгану, где по пути из Японии 26-летнему Дьюирсту повстречались канадец Стюарт Гласс и новозеландец Керри Хэмилл, владельцы небольшого малайзийского бедара (традиционной деревянной лодки) под названием Foxy Lady. Три недели или, возможно, месяц они провели в Куала, а затем направились на север — в Бангкок (Таиланд).
По не выясненным причинам, Foxy Lady оказалась в камбоджийских территориальных водах и была захвачена с помощью корабля береговой охраны 164-го отряда Революционной армии Кампучии. Foxy Lady, возможно, направлялась в Бангкок, чтобы забрать оттуда груз тайской марихуаны (так называемых «тайских палочек»). Был ли причастен Дьюирста к контрабанде наркотиков — неизвестно. Его друзья из Куала-Тренгану вспоминают, что Дьюирст рассказывал им о запланированном путешествии. Стюарт Гласс был либо застрелен, либо утонул во время захвата судна «красными кхмерами». Предположительно, Дьюирст и Хэмилл несколько дней удерживались на соседнем острове, а затем были доставлены в самый печально известный концлагерь Демократической Кампучии — так называемую «Тюрьму безопасности 21» (S-21), где были замучены и убиты десятки тысяч человек.

### В заключении

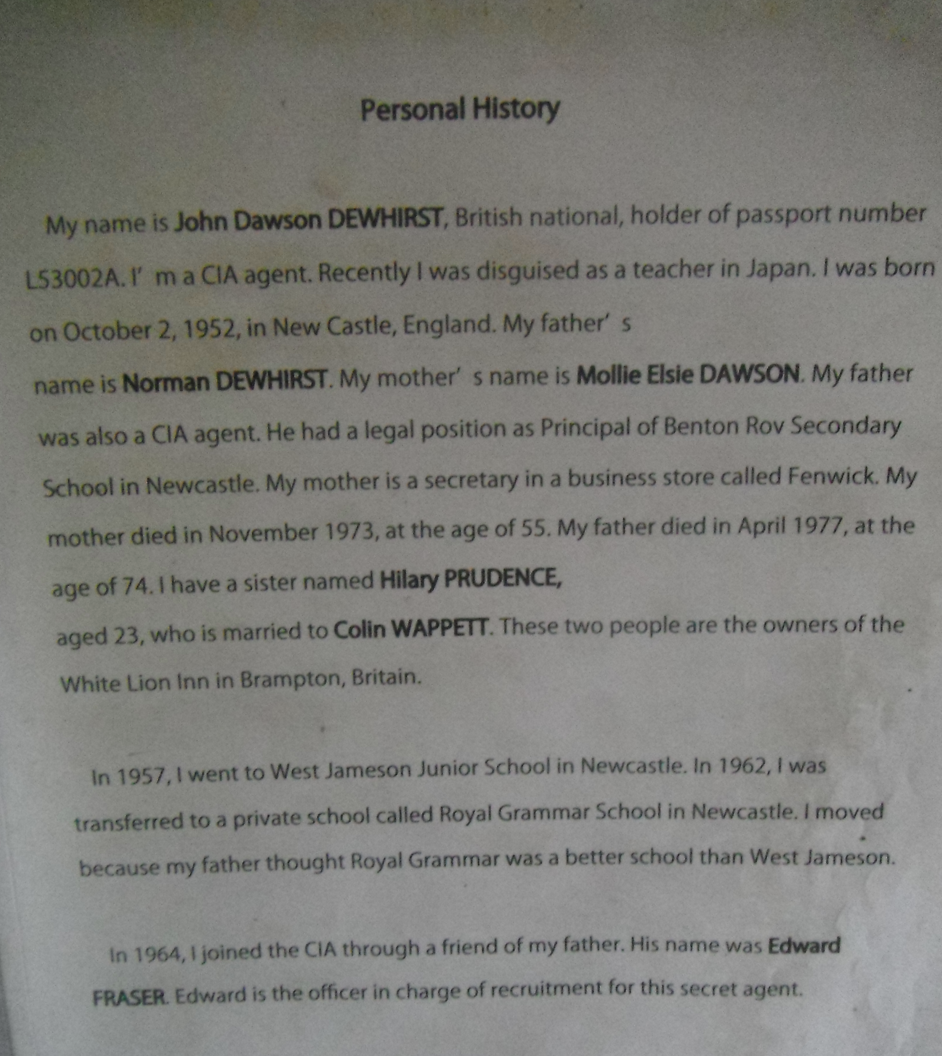
Первая страница показаний Джона Дьюирста, выбитых в ходе пыток в S-21

В январе 1979 года в ходе военной интервенции на территорию Камбоджи вьетнамские войска свергли полпотовский режим и освободили столицу страны — Пномпень. В ходе обысков в тюремных архивах ими были обнаружены фотографии и вымышленные признания девяти пропавших западных яхтсменов (среди которых были четыре американца, два австралийца, а также Джон Дьюирст и Керри Хэмилл). По найденным данным известно, яхтсмены были захвачены вечером 13 августа 1978 года патрульным судном «красных кхмеров» в районе острова Ко Тан. Друг Хэмилла и Дьюирста — канадец Стюарт Гласс, — был застрелен во время захвата Foxy Lady. Хэмилл и Дьюирст были высажены на берег, а затем на грузовиках доставлены в Пномпень. Как и других западных яхтсменов, их, вполне вероятно, подвергли пыткам. Насколько жестоко с ними обращались — не известно.
Находясь в концлагере, Дьюирст написал несколько объемных «признаний», объединяя реальные события своей жизни с откровенно вымышленными историями о том, что якобы он будучи агентом ЦРУ пытался дестабилизировать режим «красных кхмеров». Он утверждал, что его отец (якобы также агент ЦРУ) получил взятку на вербовку сына, а его обучение в Университете Лафборо совмещалось с подготовкой к шпионажу. Дьюирст и Хэмилл подписали ряд подобных «признаний» между 3 сентября и 13 октября 1978 года.
Бывший начальник концлагеря, Канг Кек Иеу (известный также как товарищ Дуть), заявлял, что помнил Дьюирста как «очень вежливого».

## Дальнейшие события
В своем интервью 10 ноября 2005 года сестра Джона Дьюирста — Хилари Дьюирст-Холланд, заявила журналистам, что будет настаивать на детальном расследовании обстоятельств убийства её брата, которое должно состояться в ходе судебного процесса над главным тюремщиком режима «красных кхмеров» — Канг Кек Иеу. Однако после начала в 2007 году процесса она не стала присутствовать на суде в качестве свидетеля против бывшего начальника S-21. Вместо неё на суде выступил Роб Хэмилл — младший брат Керри Хэмилла.
27 августа 2009 Роб Хэмилл подал в международный трибунал по Камбодже (ЧПСК) гражданский иск по делу №001 против Канг Кек Иеу. В апреле 2011 года Хэмилл снова обратился к трибуналу с запросом на получение статуса гражданского истца уже по делу №003, по которому проходит бывший командир «красных кхмеров» Меас Мут. Будучи «секретарем» 164-го отряда Революционной армии Кампучии, Мут обвиняется в убийстве Стюарта Гласса и захвате оставшихся в живых членов экипажа Foxy Lady, в том числе Керри Хэмилла и Джона Дьюирста.
В ходе следствия по делу Канг Кек Иеу охранник (соансрок) по имени Чим Сур заявил, что один из восьми западных яхтсменов, доставленных в S-21, был сожжен. Сенсационные сообщения о том, что этим несчастным был Джон Дьюирст, являются недостоверными. Как и многие другие узники, Дьюирст, возможно, был убит ударом мотыги по голове. Сам Канг Кек Иеу заявил, что получил приказ от своего начальства сжечь тела убитых яхтсменов, чтобы замести все следы.